# اور (مینه‌سوتا)
اور، مینه‌سوتا (به انگلیسی: Orr, Minnesota) یک شهر در ایالات متحده آمریکا است که در شهرستان سنت لوئیس واقع شده‌است.

## خصوصیات
اور ۳٫۵۵ کیلومترمربع مساحت و ۲۶۷ نفر جمعیت دارد و ۳۹۸ متر بالاتر از سطح دریا واقع شده‌است.